# Associazione Calcio Torino 1947-1948
Questa voce raccoglie le informazioni riguardanti l'Associazione Calcio Torino nelle competizioni ufficiali della stagione 1947-1948.

## Stagione
I Granata conquistano il loro quinto titolo (il quarto consecutivo) alimentando così la leggenda del Grande Torino.
A fine stagione il Torino venne invitato da diverse Federazioni calcistiche sudamericane per disputare delle gare amichevoli. La scelta cadde sul Brasile, dove nel luglio 1948 vennero giocate le seguenti partite:
- San Paolo, 19 luglio 1948 - Palmeiras - Torino (1-1)
- San Paolo, 21 luglio 1948 - Corinthias - Torino (2-1)
- San Paolo, 25 luglio 1948 - Portoguesa - Torino (1-4)
- San Paolo, 29 luglio 1948 - São Paulo - Torino (2-2)

## Rosa
| N. |                   | Ruolo | Calciatore          |
| -- | ----------------- | ----- | ------------------- |
|    | Italia (bandiera) | P     | Valerio Bacigalupo  |
|    | Italia (bandiera) | P     | Dino Ballarin       |
|    | Italia (bandiera) | D     | Aldo Ballarin       |
|    | Italia (bandiera) | D     | Virgilio Maroso     |
|    | Italia (bandiera) | D     | Mario Rigamonti     |
|    | Italia (bandiera) | D     | Sauro Tomà          |
|    | Italia (bandiera) | C     | Eusebio Castigliano |
|    | Italia (bandiera) | C     | Giuseppe Grezar     |

| N. |                    | Ruolo | Calciatore                   |
| -- | ------------------ | ----- | ---------------------------- |
|    | Italia (bandiera)  | C     | Ezio Loik                    |
|    | Italia (bandiera)  | C     | Danilo Martelli              |
|    | Romania (bandiera) | A     | Josef Fabian                 |
|    | Italia (bandiera)  | A     | Pietro Ferraris II           |
|    | Italia (bandiera)  | A     | Guglielmo Gabetto            |
|    | Italia (bandiera)  | A     | Valentino Mazzola (capitano) |
|    | Italia (bandiera)  | A     | Romeo Menti II               |
|    | Italia (bandiera)  | A     | Franco Ossola                |

## Calciomercato
| Acquisti | Acquisti         | Acquisti        | Acquisti      |
| R.       | Nome             | da              | Modalità      |
| -------- | ---------------- | --------------- | ------------- |
| P        | Dino Ballarin    | Clodia          | definitivo    |
| D        | Raffaele Cuscela | Taranto         | definitivo    |
| D        | Sauro Tomà       | Spezia          | definitivo    |
| A        | Josef Fabian     | Carmen Bucarest | definitivo    |
| A        | Oreste Guaraldo  | Novara          | fine prestito |

| Cessioni | Cessioni          | Cessioni    | Cessioni   |
| R.       | Nome              | a           | Modalità   |
| -------- | ----------------- | ----------- | ---------- |
| P        | Dante Piani       | Lucchese    | definitivo |
| D        | Francesco Rosetta | Alessandria | definitivo |
| A        | Guido Tieghi      | Livorno     | definitivo |

## Risultati

### Serie A

#### Girone di andata
| Arbitro: | Gemini (Roma) |

|                                                      |           |  |
| Mazzola 44’ Gabetto 51’ Menti II 81’ Ferraris II 88’ | Marcatori |  |

| Arbitro: | Agnolin (Bassano del Grappa) |

|              |           |  |
| Tavellin 10’ | Marcatori |  |

| Arbitro: | Zilli (Reggio Emilia) |

|                                                                    |           |  |
| Loik 28’, 36’ Mazzola 59’ Gabetto 76’ Ballarin 78’ Castigliano 89’ | Marcatori |  |

| Arbitro: | Bernardi (Bologna) |

|            |           |                                                                       |
| Amadei 33’ | Marcatori | 60’, 64’, 74’ Mazzola 62’ Castigliano 81’, 86’ Fabian 82’ Ferraris II |

| Arbitro: | Carpani (Milano) |

|                       |           |  |
| Mazzola 1’ Fabian 16’ | Marcatori |  |

| Arbitro: | Pera (Firenze) |

|  |           |                          |
|  | Marcatori | 84’ Mazzola 87’ Menti II |

| Arbitro: | Bellè (Venezia) |

|            |           |                           |
| Mazzola 9’ | Marcatori | 70’ (rig.) Sentimenti III |

| Arbitro: | Pieri (Trieste) |

|              |           |  |
| Cappello 45’ | Marcatori |  |

| Arbitro: | Galeati (Bologna) |

|                                                                  |           |               |
| Gabetto 8’ Loik 12’, 53’, 68’ Menti II 32’ Grezar 70’ Fabian 87’ | Marcatori | 41’ Vaschetto |

| Arbitro: | Orlandini (Roma) |

|  |           |                     |
|  | Marcatori | 37’ (rig.) Menti II |

| Arbitro: | Bernardi (Bologna) |

|                          |           |                          |
| Stradella 37’ Sotgiu 38’ | Marcatori | 17’ Mazzola 18’ Menti II |

| Arbitro: | Galeati (Bologna) |

|                                                          |           |  |
| Menti II 20’ Loik 30’ Mazzola 32’ Fabian 49’ Gabetto 64’ | Marcatori |  |

| Arbitro: | Dattilo (Roma) |

|           |           |  |
| Salvi 18’ | Marcatori |  |

| Arbitro: | Tassini (Verona) |

|                                                                          |           |  |
| Gabetto 32’ Menti II 48’, 73’ (rig.) Loik 50’ Ferraris II 65’ Maroso 90’ | Marcatori |  |

| Arbitro: | Boffardi (Genova) |

|                                                   |           |  |
| Mazzola 5’ Loik 32’, 68’ Gabetto 37’ Martelli 67’ | Marcatori |  |

| Roma 4 gennaio 1948, ore 14:30 UTC+1 16ª giornata | Lazio                  | 0 – 0 | Torino | Stadio Nazionale\| Arbitro: \| Poggipollini (Ferrara) \| |
| Arbitro:                                          | Poggipollini (Ferrara) |       |        |                                                          |

| Arbitro: | Gemini (Roma) |

|                   |           |                              |
| Brondi 27’ (rig.) | Marcatori | 9’ Gabetto 46’, 89’ Martelli |

| Arbitro: | Maurelli (Roma) |

|                         |           |                 |
| Gabetto 36’ Mazzola 38’ | Marcatori | 29’ Brighenti I |

| Arbitro: | Dattilo (Roma) |

|                              |           |                          |
| Puricelli 7’, 32’ Degano 45’ | Marcatori | 47’ Menti II 70’ Mazzola |

| Arbitro: | Tassini (Verona) |

|  |           |                                           |
|  | Marcatori | 2’ Gabetto 61’ Fabian 85’ (rig.) Menti II |

#### Girone di ritorno
| Napoli 15 febbraio 1948, ore 15:00 UTC+1 22ª giornata | Napoli             | 0 – 0 | Torino | Stadio della Liberazione\| Arbitro: \| Bernardi (Bologna) \| |
| Arbitro:                                              | Bernardi (Bologna) |       |        |                                                              |

| Arbitro: | Guarda (Padova) |

|                                                      |           |             |
| Fabian 36’ Gabetto 44’, 61’ Mazzola 70’ Martelli 79’ | Marcatori | 83’ Orlando |

| Arbitro: | Galeati (Bologna) |

|                       |           |                        |
| Rosellini 9’ Toth 46’ | Marcatori | 49’ Grezar 83’ Mazzola |

| Arbitro: | Poggipollini (Ferrara) |

|                                               |           |              |
| Loik 20’ Martelli 63’ Ossola 70’ Menti II 86’ | Marcatori | 10’ Di Paola |

| Arbitro: | Galeati (Bologna) |

|  |           |                                                 |
|  | Marcatori | 1’ Castigliano 21’ Menti II 78’ Loik 85’ Ossola |

| Arbitro: | Parpaiola (Padova) |

|                                             |           |                    |
| Ossola 33’ Loik 49’ Grezar 51’ Menti II 63’ | Marcatori | 89’ (rig.) Turconi |

| Arbitro: | Gemini (Roma) |

|                     |           |            |
| Ballarin 50’ (aut.) | Marcatori | 37’ Ossola |

| Arbitro: | Bonivento (Venezia) |

|                                             |           |              |
| Mazzola 9’ Gabetto 15’, 57’, 88’ Ossola 34’ | Marcatori | 78’ Marchese |

| Arbitro: | Zilli (Reggio Emilia) |

|           |           |                                         |
| Merlin 7’ | Marcatori | 17’, 59’ Gabetto 74’ Ossola 81’ Mazzola |

| Arbitro: | Agnolin (Bassano del Grappa) |

|                                    |           |                          |
| Ossola 4’ Gabetto 14’ Martelli 68’ | Marcatori | 28’ Rebuzzi 89’ Barsanti |

| Arbitro: | Guarda (Padova) |

|                                                                                     |           |  |
| Ossola 5’ Loik 7’, 42’, 86’ Mazzola 35’ Grezar 75’, 77’ Fabian 81’, 83’ Gabetto 88’ | Marcatori |  |

| Arbitro: | Gemini (Roma) |

|  |           |             |
|  | Marcatori | 87’ Mazzola |

| Arbitro: | Zilli (Reggio Emilia) |

|                                           |           |  |
| Mazzola 13’, 24’ Menti II 78’ Gabetto 80’ | Marcatori |  |

| Trieste 23 maggio 1948, ore 16:00 UTC+1 35ª giornata | Triestina        | 0 – 0 | Torino | Stadio Comunale\| Arbitro: \| Camiolo (Milano) \| |
| Arbitro:                                             | Camiolo (Milano) |       |        |                                                   |

| Arbitro: | Bernardi (Bologna) |

|            |           |                                 |
| Galassi 8’ | Marcatori | 50’ (rig.) Menti II 74’ Mazzola |

| Arbitro: | Agnolin (Bassano del Grappa) |

|                                              |           |                                           |
| Castigliano 25’, 55’ Gabetto 43’ Mazzola 61’ | Marcatori | 4’ Puccinelli 13’ (aut.) Grezar 20’ Penzo |

| Arbitro: | Scotto (Savona) |

|                                                           |           |                      |
| Mazzola 15’, 69’ Stua 47’ (aut.) Gabetto 56’ Martelli 75’ | Marcatori | 42’ Tieghi 55’ Piana |

| Arbitro: | Bellè (Venezia) |

|             |           |                             |
| Bergamo 46’ | Marcatori | 44’ Castigliano 54’ Gabetto |

| Arbitro: | Bernardi (Bologna) |

|                        |           |            |
| Gabetto 23’ Ossola 30’ | Marcatori | 43’ Burini |

| Arbitro: | Orlandini (Roma) |

|                                                         |           |                         |
| Loik 18’ Martelli 22’, 57’ Castigliano 66’ Menti II 77’ | Marcatori | 38’ Pernigo 80’ Bertoni |

## Statistiche

### Statistiche di squadra
| Competizione | Punti | In casa | In casa | In casa | In casa | In casa | In casa | In trasferta | In trasferta | In trasferta | In trasferta | In trasferta | In trasferta | Totale | Totale | Totale | Totale | Totale | Totale | DR  |
| Competizione | Punti | G       | V       | N       | P       | Gf      | Gs      | G            | V            | N            | P            | Gf           | Gs           | G      | V      | N      | P      | Gf     | Gs     | DR  |
| ------------ | ----- | ------- | ------- | ------- | ------- | ------- | ------- | ------------ | ------------ | ------------ | ------------ | ------------ | ------------ | ------ | ------ | ------ | ------ | ------ | ------ | --- |
| Serie A      | 65    | 20      | 19      | 1       | 0       | 87      | 17      | 20           | 10           | 6            | 4            | 38           | 16           | 40     | 29     | 7      | 4      | 125    | 33     | +92 |

### Statistiche dei giocatori
| Giocatore      | Serie A  | Serie A |
| Giocatore      | Presenze | Reti    |
| -------------- | -------- | ------- |
| V. Bacigalupo  | 40       | -33     |
| A. Ballarin    | 39       | 1       |
| E. Castigliano | 29       | 7       |
| J. Fabian      | 15       | 9       |
| P. Ferraris II | 16       | 3       |
| G. Gabetto     | 36       | 23      |
| G. Grezar      | 33       | 5       |
| E. Loik        | 33       | 16      |
| V. Maroso      | 17       | 1       |
| D. Martelli    | 27       | 9       |
| V. Mazzola     | 37       | 25      |
| R. Menti II    | 38       | 16      |
| F. Ossola      | 17       | 9       |
| M. Rigamonti   | 39       | 0       |
| S. Tomà        | 24       | 0       |